# Cattedrale di Santa Maria (Orano)
La Cattedrale di Santa Maria o semplicemente Cattedrale di Orano, è una chiesa cattolica romana a Orano, in Algeria.
La cattedrale si trova nel quartiere Sant'Eugenio, nell'area in cui sorgeva la chiesa parrocchiale. Il complesso attuale, oggi conosciuto come centro Pierre Claverie, fu costruito negli anni '60, mentre negli anni '80 divenne sede vescovile, quando la Cattedrale del Sacro Cuore fu consegnata dal vescovo Pierre Claverie alle autorità algerine. È stato ristrutturato nel 2012.